# Gulpudrat nejlikfly
Gulpudrat nejlikfly (Hadena filigrama) är en fjärilsart som beskrevs av Eugen Johann Christoph Esper 1788. I den svenska databasen Dyntaxa används istället namnet Hadena filograna. Gulpudrat nejlikfly ingår i släktet Hadena och familjen nattflyn. Enligt den svenska rödlistan är arten sårbar i Sverige. Arten förekommer på Gotland och Öland samt tillfälligtvis även i Svealand. Arten har tidigare förekommit i Götaland men är numera lokalt utdöd. Artens livsmiljö är jordbrukslandskap, havsstränder. Inga underarter finns listade i Catalogue of Life.